# マンデー ナイト セレッソ
マンデー ナイト セレッソは朝日放送テレビ（ABCテレビ）で、2025年4月8日（7日深夜）から放送開始のテレビのサッカー専門番組。

## 概要
サッカーのJリーグのセレッソ大阪の応援番組で、試合のハイライトや町ブラやスタジアムの探訪、それに、地域貢献活動を取り上げるもので、この番組は、番組全編をロケで構成される。
なお、出演者であるダブルヒガシの東良介は自他共に認めるセレッソ大阪のファンで、アシスタントを務めるNMB48の坂下真心は、NMB48のいわば“スポーツ番長”で同じくセレッソ大阪のファンである。

## 放送時間
- 毎月第1火曜 2:26-2:46
- 毎月第3火曜 2:15-2:35

## 出演者
- MC：ダブルヒガシ
- アシスタント：坂下真心（NMB48）